# Чурлинов, Дарко
Дарко Чурлинов (макед. Дарко Чурлинов; род. 11 июля 2000, Скопье) — македонский футболист, полузащитник английского клуба «Бернли» и сборной Северной Македонии. Выступает на правах аренды за польскиий клуб «Ягеллония». Участник чемпионата Европы 2020 года.

## Клубная карьера
Чурлинов — воспитанник немецких клубов «Ганза», «Магдебург» и «Кёльн». 17 августа 2019 года в матче против «Вольфсбурга» он дебютировал в Бундеслиге в составе последнего. В начале 2020 года Чурлинов перешёл в «Штутгарт», подписав контракт на четыре года. 22 февраля в матче против «Яна» он дебютировал во Второй Бундеслиге. 31 мая в поединке против дрезденского «Динамо» Дарко забил свой первый гол за «Штутгарт». По итогам сезона игрок помог клубу выйти в элиту.
Летом 2021 Чурлинов на правах аренды перешёл в «Шальке 04». 21 августа в матче против «Яна» он дебютировал за новый клуб. 10 декабря в поединке против «Нюрнберга» Дарко забил свой первый гол за «Шальке 04».
Летом 2022 года Чурлинов перешёл в английский «Бернли», подписав контракт на четыре года. Сумма трансфера составила 3,5 млн. евро. 20 августа в матче против «Блэкпула» он дебютировал в Чемпионшипе.

## Международная карьера
28 марта 2017 года в товарищеском матче против сборной Беларуси Чурлинов дебютировал за сборную Македонии, в возрасте 16 лет и 8 месяцев, став самым молодым игроком национальной команды за всю историю. 4 июня 2021 года в поединке против сборной Казахстана Дарко забил свой первый гол за национальную команду.
В 2021 году Чурлинов принял участие в чемпионате Европы. На турнире он сыграл в матчах против сборных Украины и Нидерландов.

### Голы за сборную Северной Македонии
| #  | Дата           | Место                                                       | Противник   | Счёт | Результат | Соревнование                       |
| -- | -------------- | ----------------------------------------------------------- | ----------- | ---- | --------- | ---------------------------------- |
| 1. | 4 июня 2021    | Национальная арена Тоше Проески, Скопье, Северная Македония | Казахстан   | 4:0  | 4:0       | Товарищеский матч                  |
| 2. | 8 октября 2021 | Райнпарк, Вадуц, Лихтенштейн                                | Лихтенштейн | 0:4  | 0:4       | Чемпионат мира2022 квалификация    |
| 3. | 12 июня 2022   | Национальная арена Тоше Проески, Скопье, Северная Македония | Гибралтар   | 4:0  | 4:0       | Лига наций УЕФА 2022/2023          |
| 4. | 23 марта 2023  | Национальная арена Тоше Проески, Скопье, Северная Македония | Мальта      | 2:0  | 2:1       | Чемпионат Европы 2024 квалификация |